# José Luis Azcueta
José Luis Azcueta Uriarte (Galdakao, 13 ottobre 1936 – Pontevedra, 22 luglio 2014) è stato un calciatore spagnolo di ruolo difensore.

## Carriera
Azcueta iniziò la sua carriera nella SD Indautxu, dove giocò dal 1955 al 1960, collezionando 114 presenze in Segunda División.
Successivamente si trasferì al Real Betis, militando nel club tra il 1959 e il 1961 e disputando 7 partite ufficiali in due stagioni. Dopo l'esperienza con il Betis, Azcueta giocò per il Real Oviedo nella stagione 1962-1963 e poi per il Pontevedra CF dal 1963 al 1968, sia in Primera che in Segunda División.

## Palmarès

### Club

#### Competizioni nazionali
- Segunda División spagnola: 1

Pontevedra: 1964-1965